# Jordan Ayew
Jordan Pierre Ayew (Marsella, Francia, 11 de septiembre de 1991) es un futbolista ghanés. Juega de delantero y su equipo es el Leicester City F. C. de la EFL Championship.

## Trayectoria
Hijo del famoso jugador Abédi Pelé. Su hermano, André Ayew, es igualmente jugador con la selección de fútbol de Ghana.
El 16 de diciembre de 2009 debutó con el primer equipo del Olympique de Marsella en Liga francesa contra el F. C. Lorient, marcando el primer gol de su equipo.[cita requerida]
El 27 de julio de 2015 fichó por el Aston Villa, procedente del F. C. Lorient, a cambio de 12 millones de euros.[cita requerida]

## Selección nacional
Ha sido internacional con la selección de fútbol de Ghana, ha jugado 113 partidos internacionales.
El 12 de mayo de 2014 el entrenador de la selección de Ghana, Akwasi Appiah, incluyó a Ayew -al igual que a su hermano André en la lista preliminar de 26 jugadores preseleccionados para la Copa Mundial de Fútbol de 2014. Semanas después, el 1 de junio, fue ratificado en la lista final de 23 jugadores que viajaron a Brasil.

### Participaciones en Copas del Mundo
| Mundial                        | Sede   | Resultado    |
| ------------------------------ | ------ | ------------ |
| Copa Mundial de Fútbol de 2014 | Brasil | Primera fase |
| Copa Mundial de Fútbol de 2022 | Catar  | Primera fase |

## Clubes
| Club                               | País       | Año       | Partidos | Goles |
| ---------------------------------- | ---------- | --------- | -------- | ----- |
| Olympique de Marsella              | Francia    | 2009-2014 | 147      | 22    |
| F. C. Sochaux-Montbéliard (cedido) | Francia    | 2014      | 18       | 5     |
| F. C. Lorient                      | Francia    | 2014-2015 | 33       | 13    |
| Aston Villa F. C.                  | Inglaterra | 2015-2017 | 58       | 10    |
| Swansea City A. F. C.              | Gales      | 2017-2019 | 58       | 11    |
| Crystal Palace F. C. (cedido)      | Inglaterra | 2018-2019 | 212      | 23    |
| Crystal Palace F. C.               | Inglaterra | 2019-2024 | 212      | 23    |
| Leicester City F. C.               | Inglaterra | 2024-     | 35       | 6     |

## Palmarés

### Títulos nacionales
| Título               | Club                  | País    | Año  |
| -------------------- | --------------------- | ------- | ---- |
| Ligue 1              | Olympique de Marsella | Francia | 2010 |
| Supercopa de Francia | Olympique de Marsella | Francia | 2010 |
| Copa de la Liga      | Olympique de Marsella | Francia | 2011 |
| Supercopa de Francia | Olympique de Marsella | Francia | 2011 |